# أوذنه
أوذنه (عربی: أوذنة) (که در قدیم اوتنا نامیده می‌شد) عبارت است از یک منطقه تاریخی تونسی که در فاصله ۳۰ کیلومتری از پایتخت تونس واقع شده‌است و به صورت اداری تابع استان بن عروس می‌باشد.

## تاریخچه
این مکان قبل از ورود رومی‌ها به آفریقا برپا و ساخته شده بود، یعنی اینکه این مکان در عهد و زمان بربرها که ساکنان اصلی شمال آفریقا بودند برپا و ساخته شد، کما اینکه به‌طور مؤکد این که حکومت قرطاج البونیه (تمدنی که در زمان ورود فینقیین به آفریقا در آفریقا ایجاد شده بود) ارتباط زیادی با این شهر که در یک دشت حاصلخیزی بنا شد، داشته‌است. اما در دوران رومی‌ها این شهر این‌طور شناخته می‌شود که امپراتور رومی قیصر اغسطس اجازه داد که تعداد کمی از رومی‌ها در این شهر ساکن گردند و بعد از آن اسم آن را نیز اوتنا که شهرت بسیاری دارد نام نهاد. کما اینکه اجازه داد که زمین‌های این منطقه را که در یک دشت حاصلخیز قرار دارد در راستای کشاورزی کشت و برداشت کنند. این شهر در آن زمان به اصطلاح رومی‌ها مستعمره در نزد رومی‌ها نامیده می‌شد. این اصطلاح یعنی اینکه ساکنین اصلی و بومی منطقه جنسیت و تابعیت رومی را بدست آورده‌اند، کما اینکه آن‌ها که توانسته بودند این تابعیت را بدست بیاورند از دادن مالیات‌های اضافی معاف بودند و علاوه بر این اجازه داشتند که در حیات سیاسی نیز شرکت کنند و رأی و نظر خودشان را بدهند.

## نگارخانه

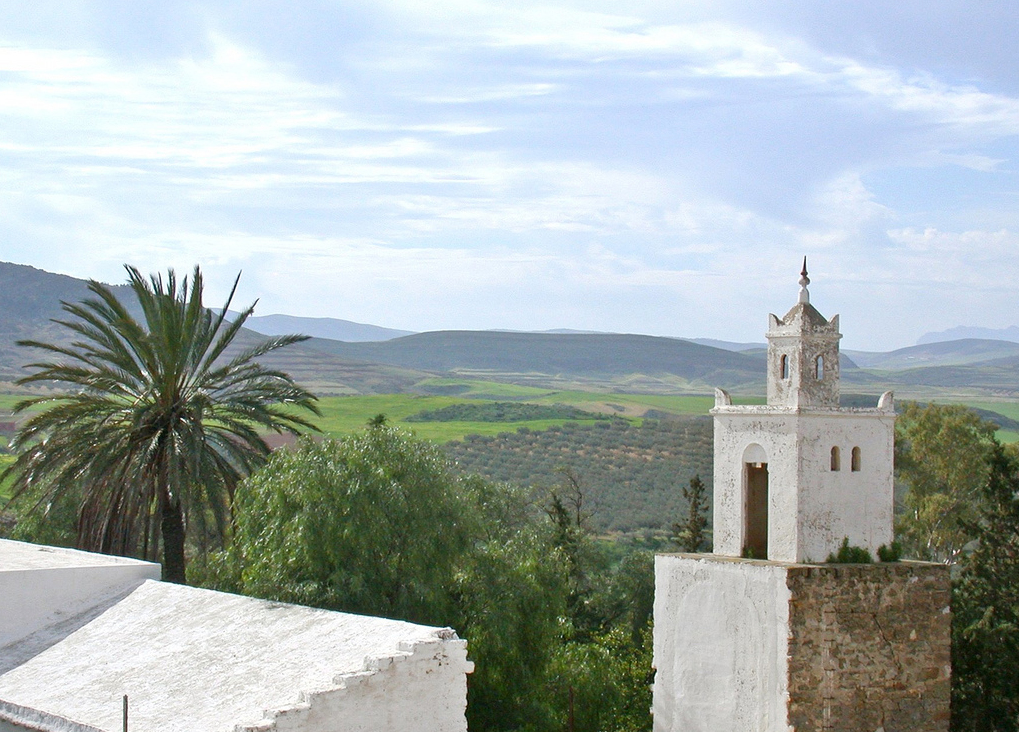
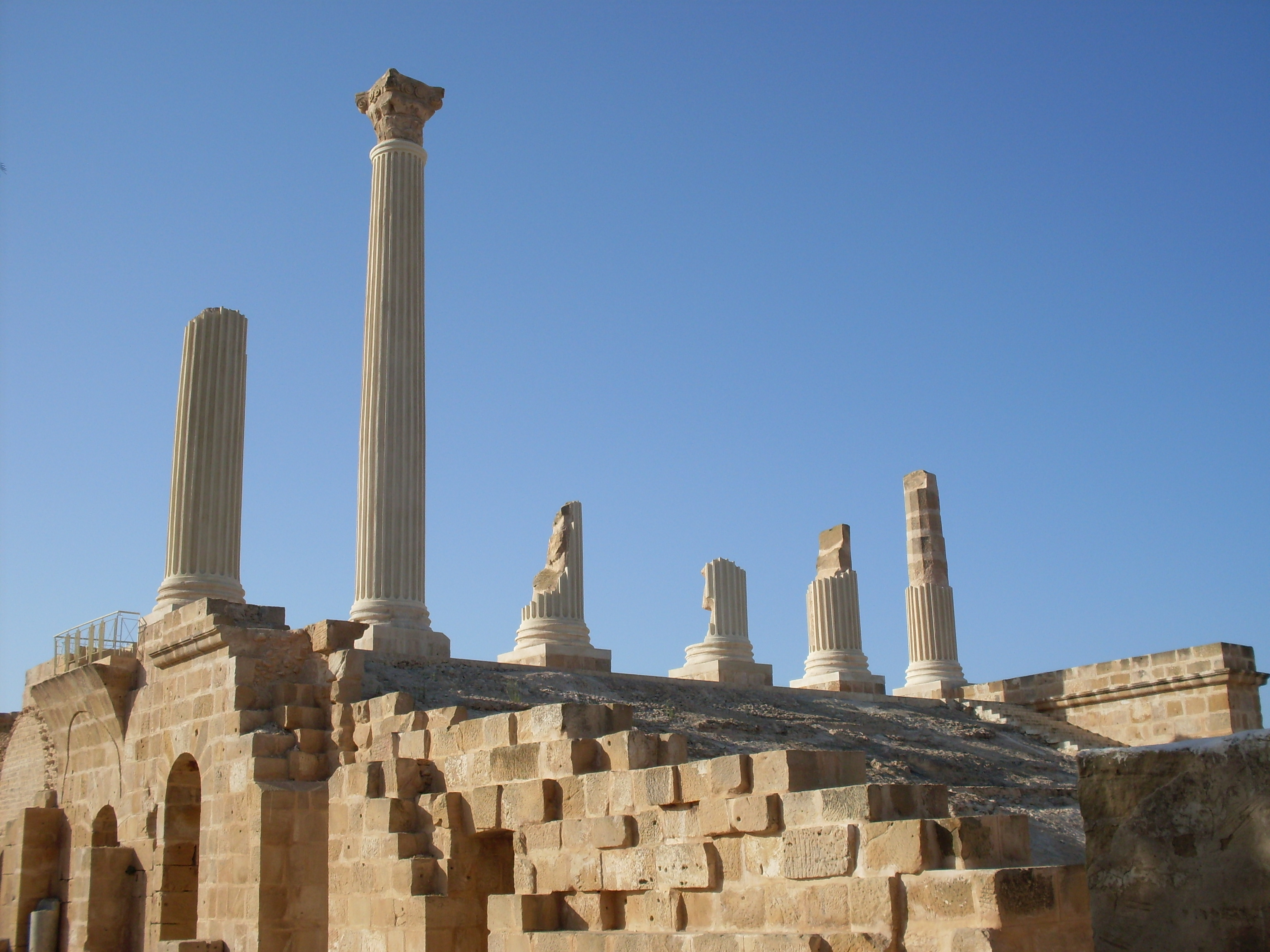
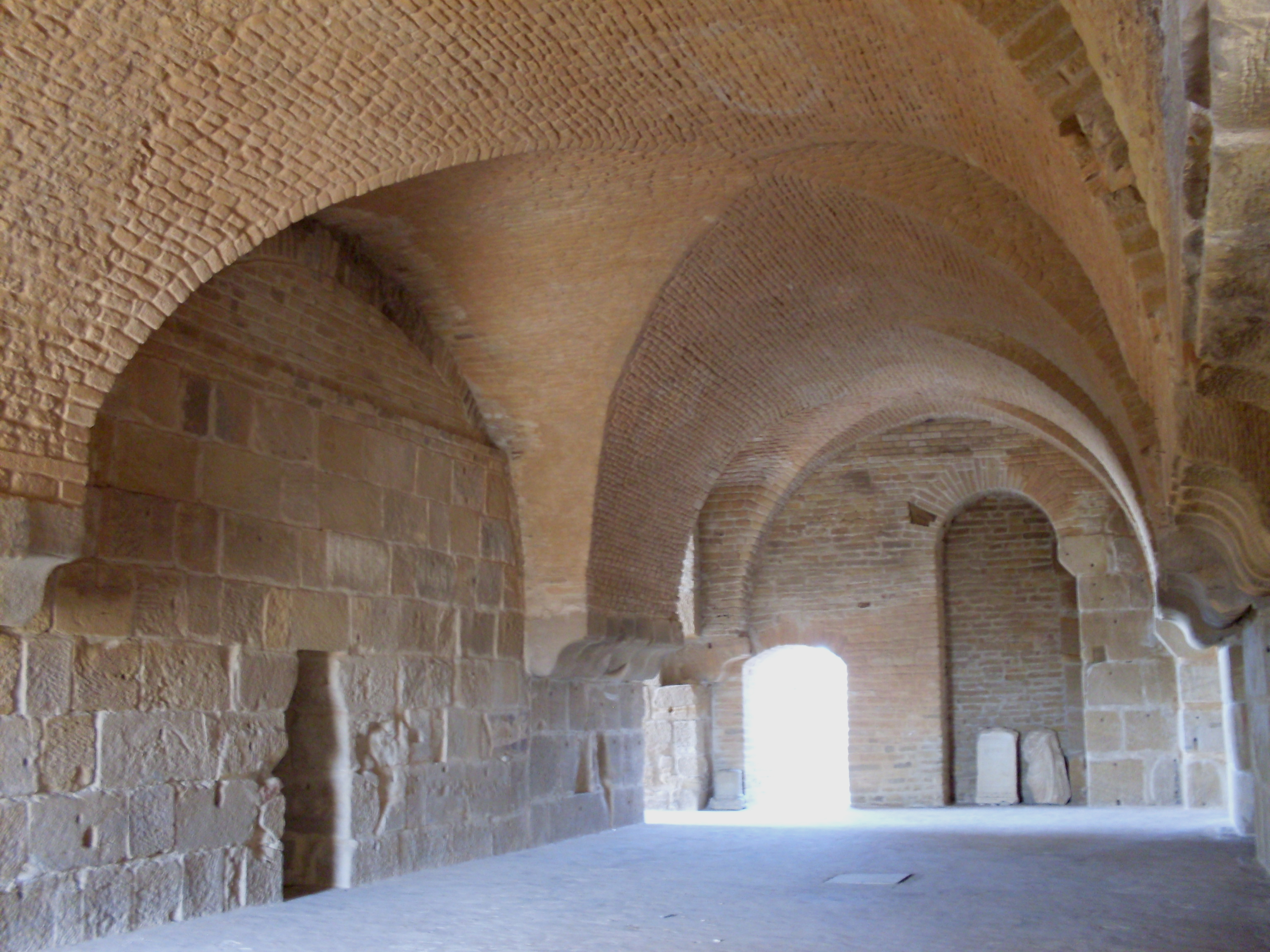
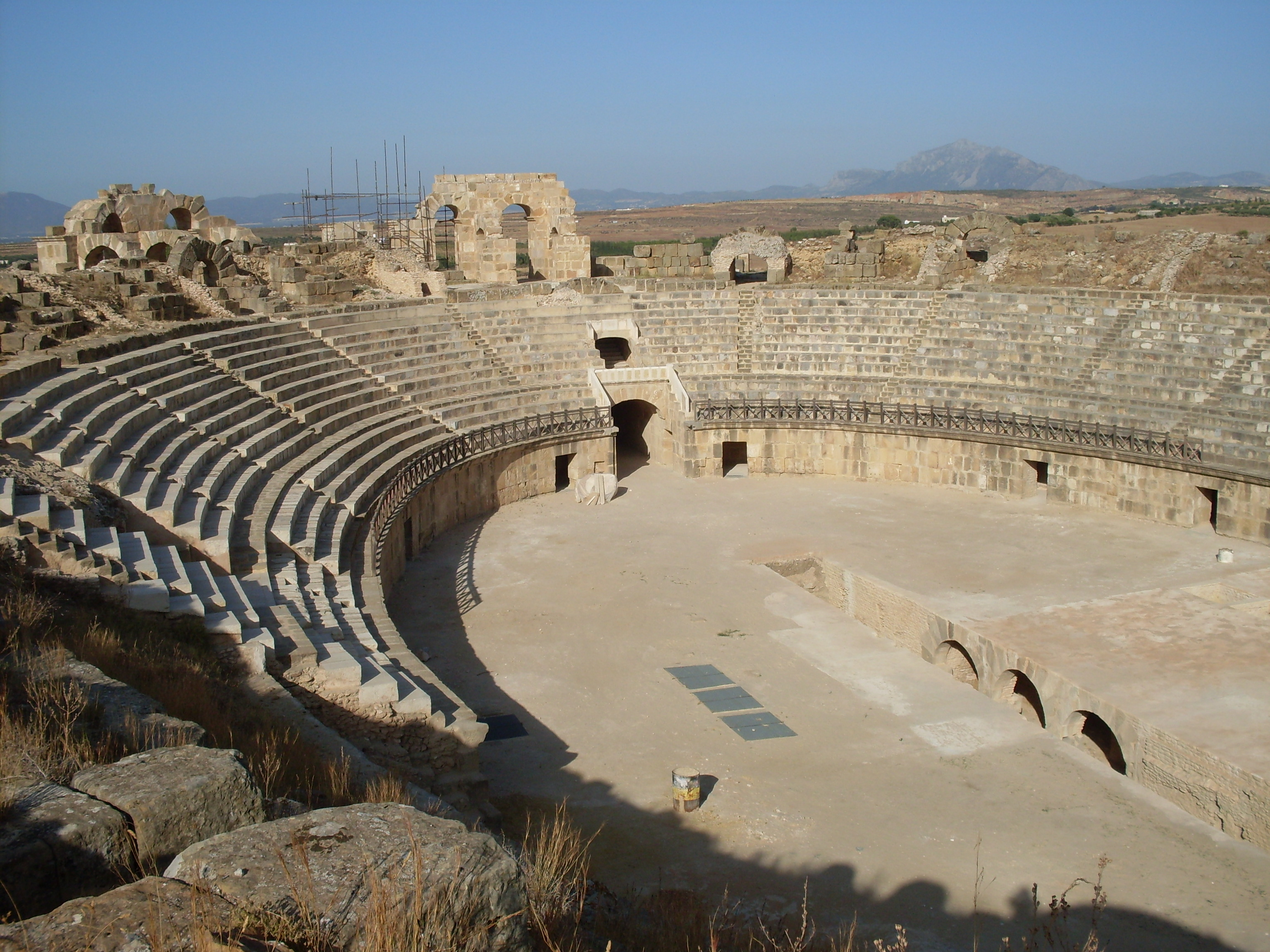
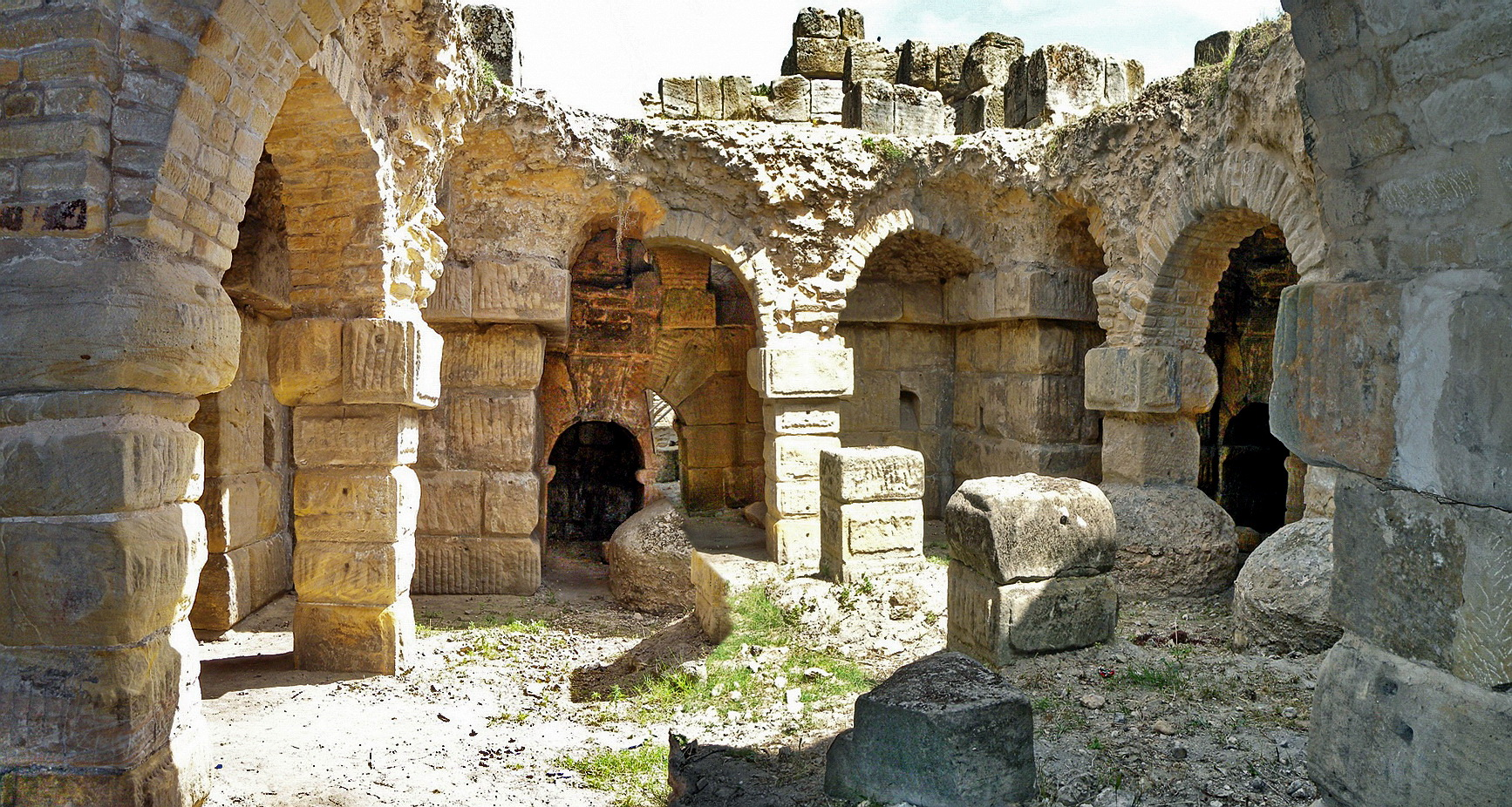
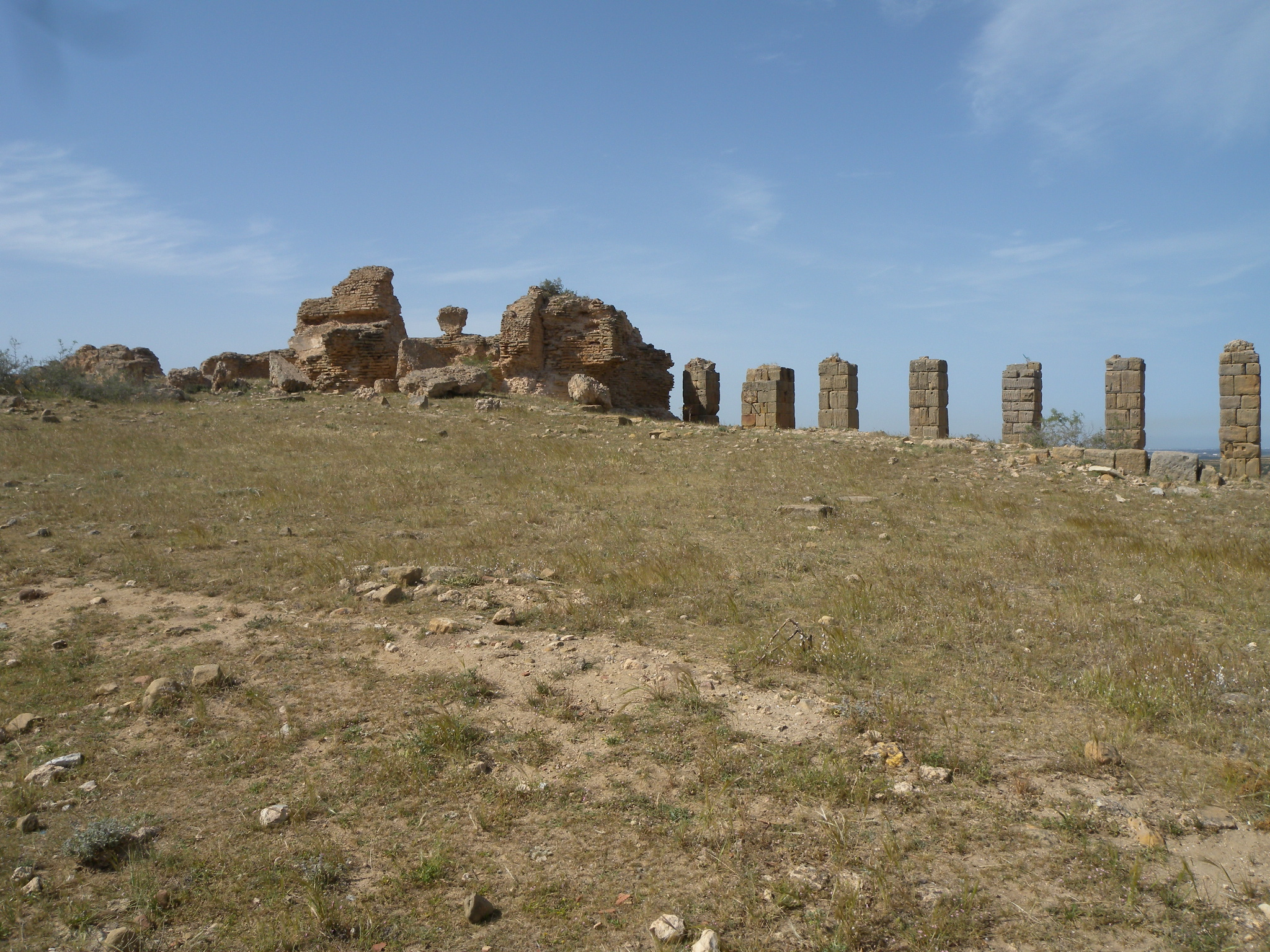
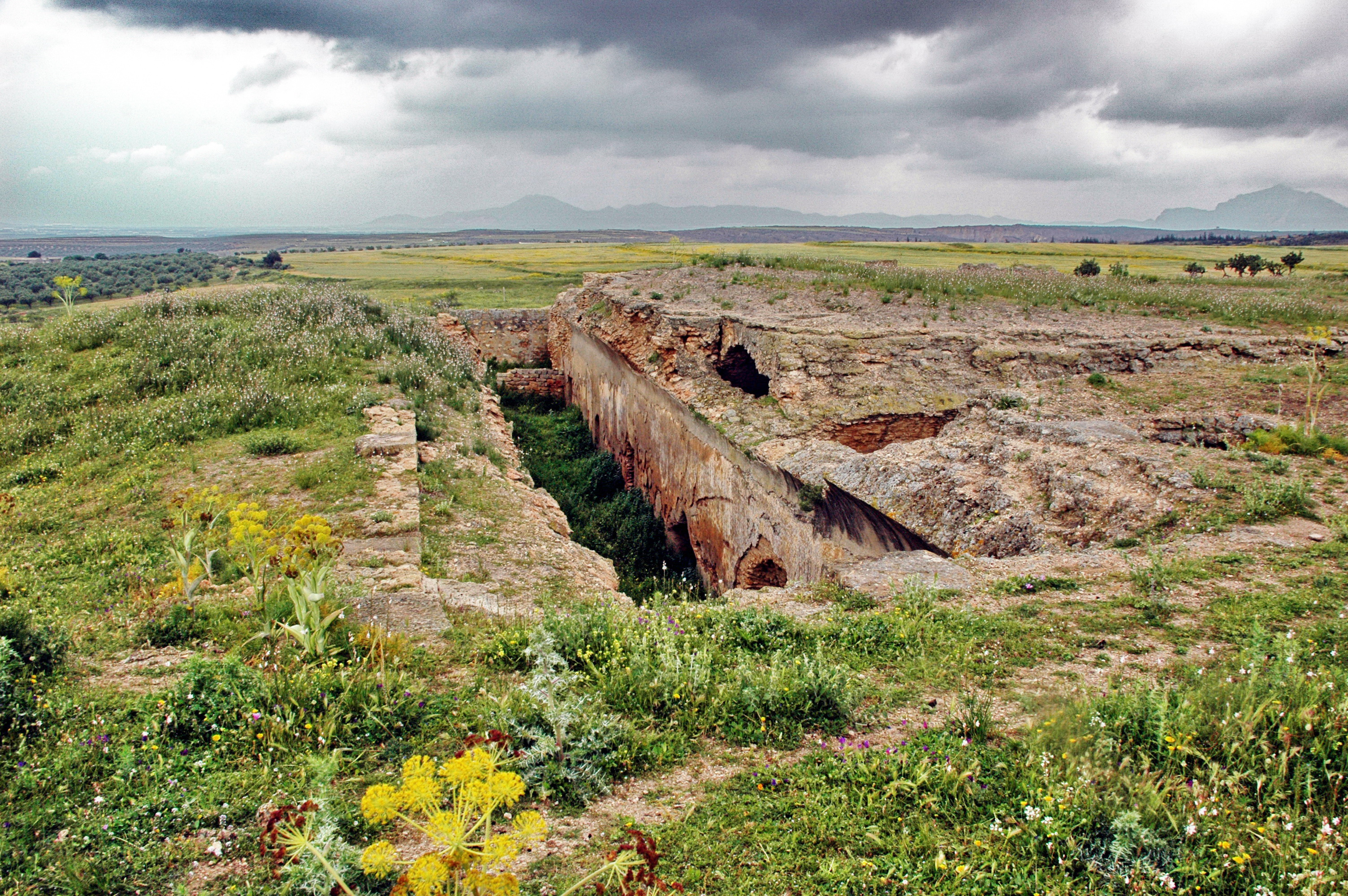
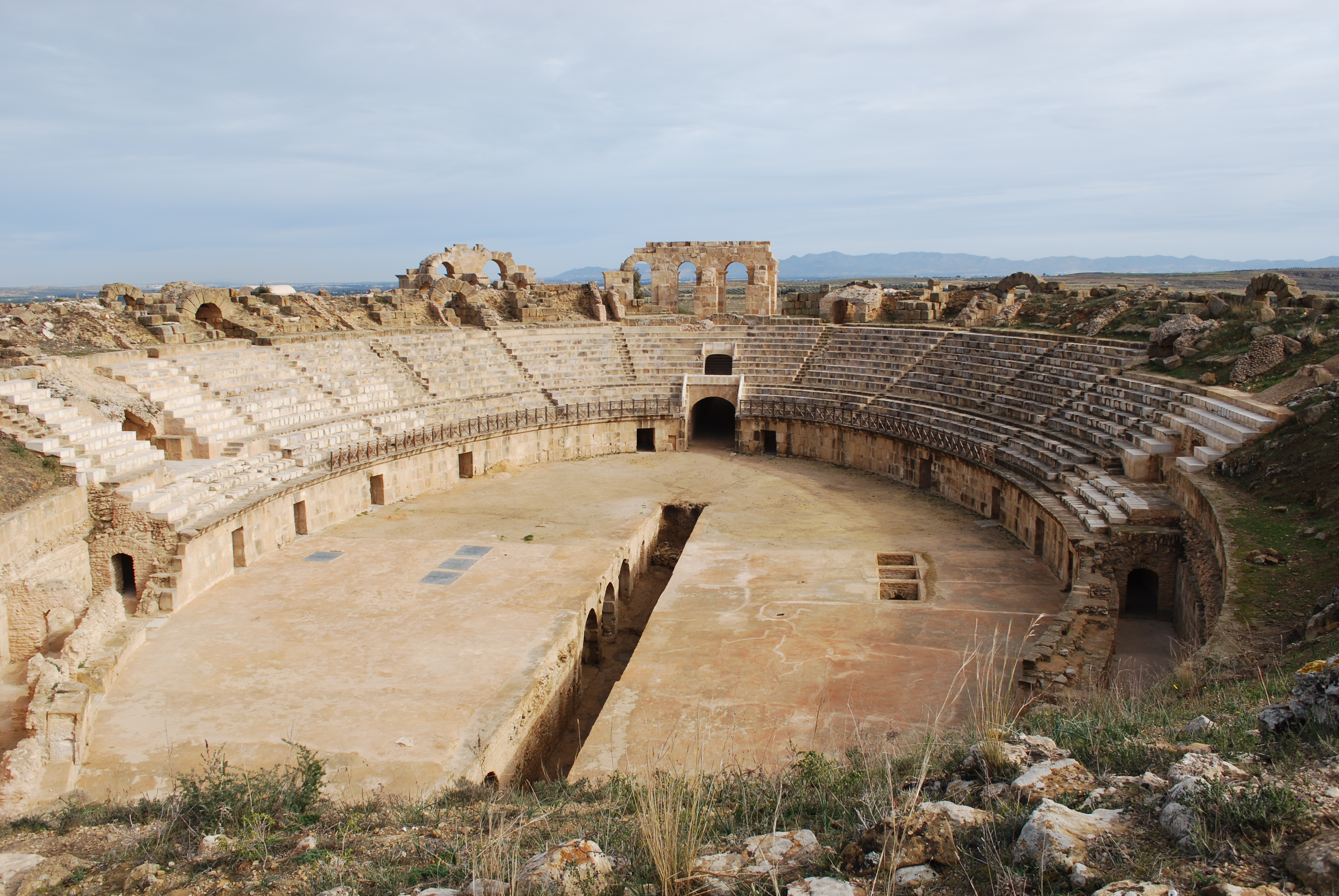